# Jay Duplass

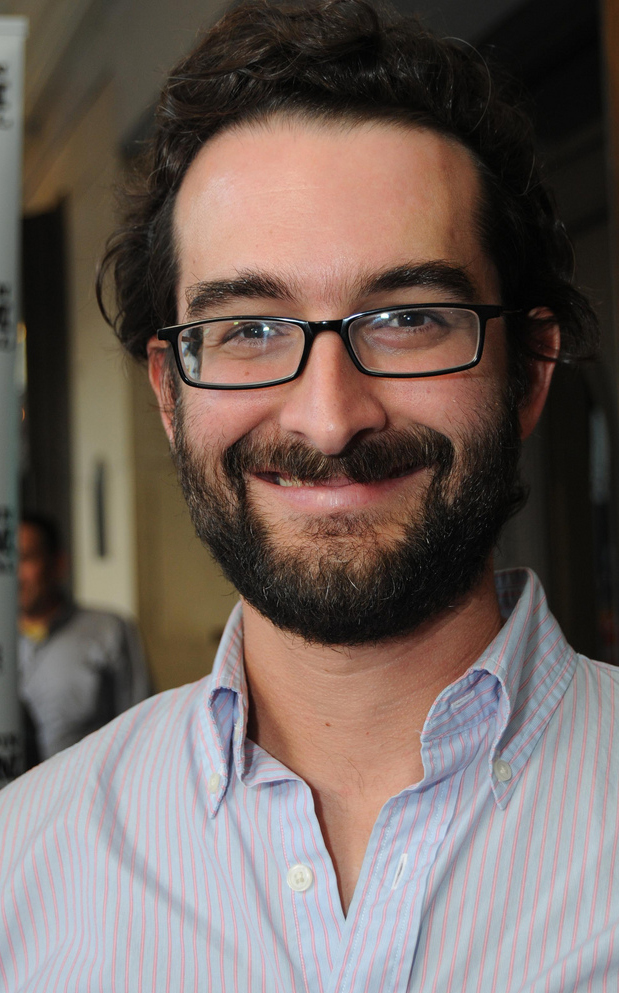
Jay Duplass (2011)

Lawrence John „Jay“ Duplass Jr.  (* 7. März 1973 in New Orleans, Louisiana) ist ein US-amerikanischer Regisseur, Drehbuchautor, Filmproduzent und Schauspieler. Seine Filmprojekte setzt er oft in Zusammenarbeit mit seinem Bruder Mark Duplass um. Die Brüder gelten als wichtige Vertreter des Mumblecore, obwohl sie dieser Kategorisierung kritisch gegenüberstehen.

## Leben und Werdegang
Jay Duplass wurde 1973 als Sohn von Cindy und Larry Duplass in New Orleans geboren.
Mark und Jay Duplass setzten ab Mitte der 2000er Jahre eigene Filmprojekte um. Sein Kurzfilm Die Einmischung wurde 2005 bei den Filmfestspielen von Berlin mit dem Silbernen Bären für den Preis der Jury (Kurzfilm) prämiert.
Ihr Spielfilmdebüt war der 2005 veröffentlichte Roadmovie The Puffy Chair, für den beide Drehbuch, Regie und Produktion übernahmen. Es folgten die Filme Baghead (2008), Cyrus (2010), Jeff, der noch zu Hause lebt (2011) und Der Do-Deca-Pentathlon (2012).

## Filmografie (Auswahl)
Schauspieler
- 2008: Nights and Weekends
- 2011: Slacker 2011
- 2012–2013: The Mindy Project (Fernsehserie, 7 Episoden)
- 2014: Transparent (Webserie)
- 2017: Beatriz at Dinner
- 2017: Outside In
- 2018: Prospect
- 2021: Die Professorin (The Chair, Fernsehserie, 6 Episoden)
- 2023: Pain Hustlers
- 2023: Die Caine-Meuterei vor Gericht (The Caine Mutiny Court-Martial)
- 2024: Percy Jackson: Die Serie (Percy Jackson and the Olympians, Fernsehserie, Folge 1x07)
- 2025: Dying for Sex (Miniserie)

Regie
- 2005: Die Einmischung (The Intervention; Kurzfilm)
- 2005: The Puffy Chair
- 2008: Baghead
- 2010: Cyrus
- 2011: Jeff, der noch zu Hause lebt (Jeff, Who Lives at Home)
- 2011: Kevin (Dokumentarfilm)
- 2012: Der Do-Deca-Pentathlon (The Do-Deca-Pentathlon)
- 2014–2016: Togetherness (Fernsehserie)
- 2025: The Baltimorons

Drehbuch
- 2005: The Puffy Chair
- 2008: Baghead
- 2010: Cyrus
- 2011: Jeff, der noch zu Hause lebt (Jeff, Who Lives at Home)
- 2011: Kevin (Dokumentarfilm)
- 2012: Der Do-Deca-Pentathlon (The Do-Deca-Pentathlon)
- 2014–2016: Togetherness (Fernsehserie)
- 2017: Outside In

Produzent
- 2005: The Puffy Chair
- 2008: Baghead
- 2011: Kevin (Dokumentarfilm)
- 2012: Der Do-Deca-Pentathlon (The Do-Deca-Pentathlon)
- 2019: Paddleton